# Multicar
A Multicar egy kis méretű szállító és karbantartójármű márkaneve, melyet a Multicar Spezialfahrzeuge GmbH gyárt a türingiai Waltershausenben.

## Története
A céget a német mérnök-üzletember, Arthur Ade alapította 1920-ban, azonban a város a második világháború végén előbb szovjet megszállás alá, majd az újonnan alapított NDK-hoz került, így értelemszerűen rövid időn belül már az állam tulajdonában volt az addig csak gépeket és alkatrészeket gyártó üzem. Az első típus, a Multicar M 21 1958-ban hagyta el a gyár kapuit, mely (és az összes többi későbbi modell is) dízelmotorral volt felszerelve. 
Kis mérete és takarékos fogyasztása miatt hamar elterjedt a keleti blokk országaiban, Magyarországon a ma már alig fellelhető, egykor széles körben elterjedt szódáskocsik illetve gázpalack szállító kocsik zöme – szinte mind – a Multicar M22-es, vagy valamely másik típusához tartoztak, tartoznak. Az NDK-s időkben előfordult olyan is, hogy napi 40 készült belőlük. Az 1974-ig legyártott kb. 42 500 jármű mintegy ötvennyolc százalékát exportálták külföldre, ebből nagyjából öt százalékot Nyugat-Európába. Az NDK összeomlásával a cég helyzete, hasonlóan a keleti blokk összes járműgyárához, roppant ingataggá vált, azonban 1991-ben sikerült vevőt találni rá. Az új vezetés a céget kis méretű, speciális (főleg a városkarbantartásban szükséges, vagy reptereken, útépítéseknél használatos egyéb) gépek, járművek gyártására állította át. Az ötlet olyan sikeresnek bizonyult, hogy a cég akkori menedzsere, Manfred Windus 1993-ban elnyerte az év menedzsere címet, illetve 2005-ben az igazgató, Walter Boschatzki Németország akkori államfőjétől, Horst Köhlertől átvehette a német érdemrend nagykeresztjét. 1998-ban a Hako-Werke egy részvénypakett megvásárlásával többségi tulajdont szerzett, ennek következtében a korábbi NSZK Tremo és modernebb UX 100 (mely Unimog 409 néven is ismert volt) gyártása a Multicar waltershauseni üzemébe került át, a két típus a Multicarhoz hasonló kishaszonjárművek nyugati megfelelői voltak. 2005-ben a Multicar teljesen a Hako-Werke GmbH részévé vált, így önálló márkaként gyakorlatilag megszűnt, de a név a Hako járművek egy részén még visszaköszön.
A Multicar volt az egyetlen olyan egykori NDK-s járműgyár, mely Németország újraegyesítése után talpon tudott maradni. 7 különböző típusú speciális járművet gyártanak, illetve 2004 óta a Krauss-Maffei Wegmann hadi gyárral együttműködve a Mungo nevű katonai kisteherautót is a Bundeswehr (a német hadsereg) számára. 

## Típusok

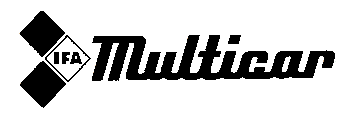
A Multicar 1978–1990 közötti logója

A Multicar abban is különbözött más NDK haszongépjármű-gyártóktól, hogy sokkal gyakrabban mutattak be új típusokat, amik aztán gyártásba is kerültek. Az első modell a DK-3 (DK-2003) „dízelhangya” típus volt, ami egy egyszerű platós telepi szállítójármű volt, melyen a vezetőnek is állnia kellett, a kocsit pedig oldalt elhelyezett karokkal lehetett irányítani. A típus gyengesége volt, hogy a vezetőt semmi nem védte, így fékezéskor akár le is repülhetett a kocsiról! A következő, már formatervezett típus, a DK-4 (DK-2004) már kapott egy derékig érő ajtót is a homloktérre, ami megakadályozta az ilyen baleseteket. Motorikusan is javult, mert bár ugyanúgy egy kicsi egyhengeres motor hajtotta, mint az elődöt, de a DK-3 Robur GD1 dízelmotorját a DK-4-nél már egy hat lóerős, 650 köbcentis dízelmotor váltotta. A maximális sebessége 15 km/h volt. A DK-4 már háromféle alvázzal készült. 

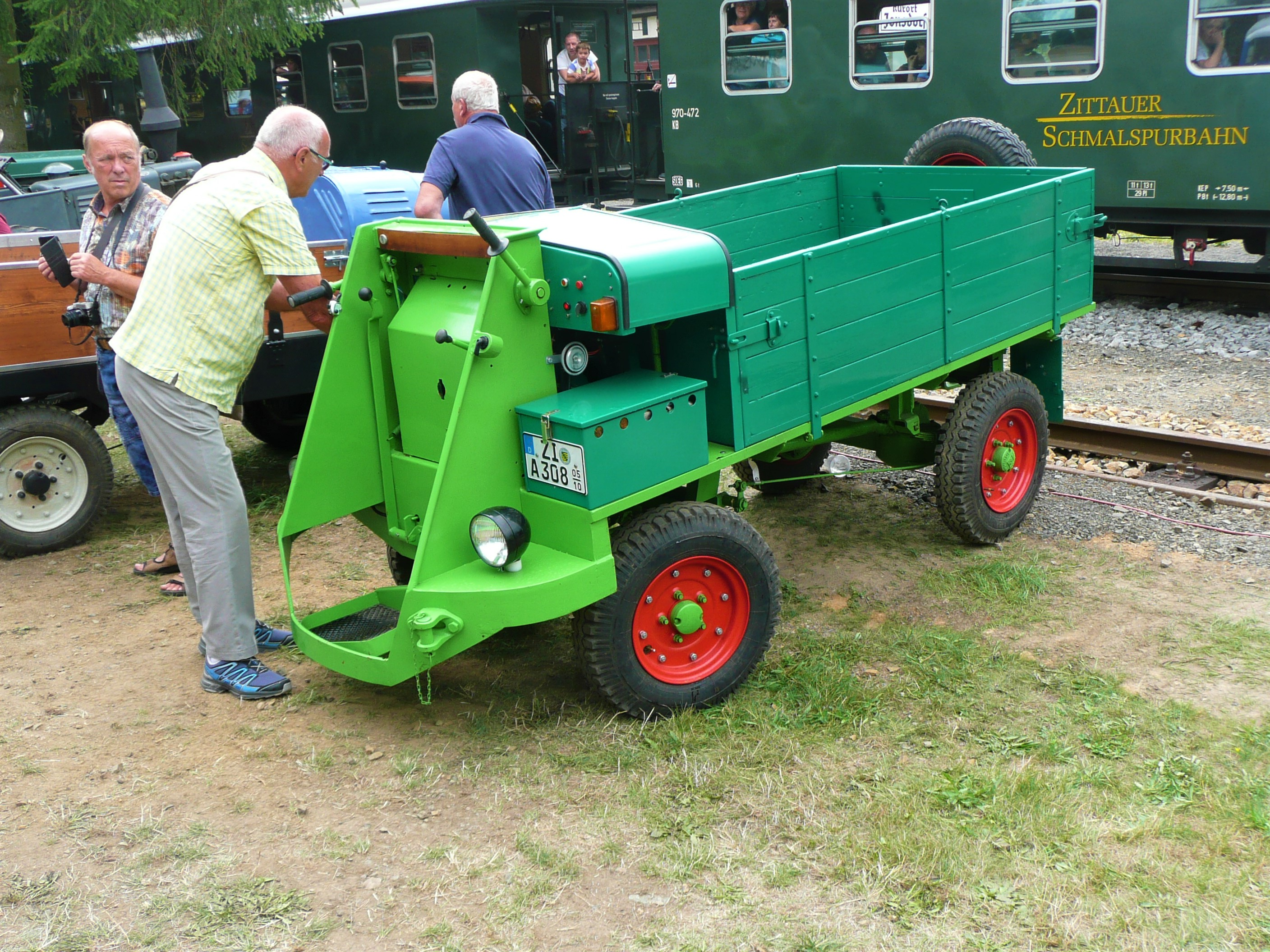
DK-3
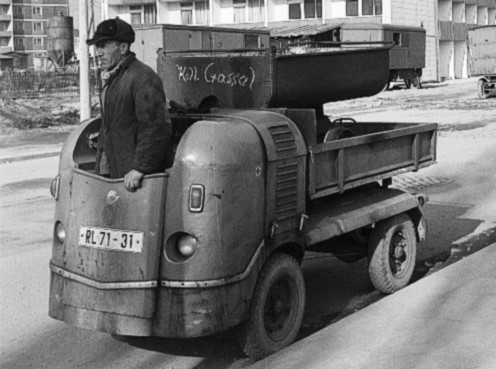
DK-4
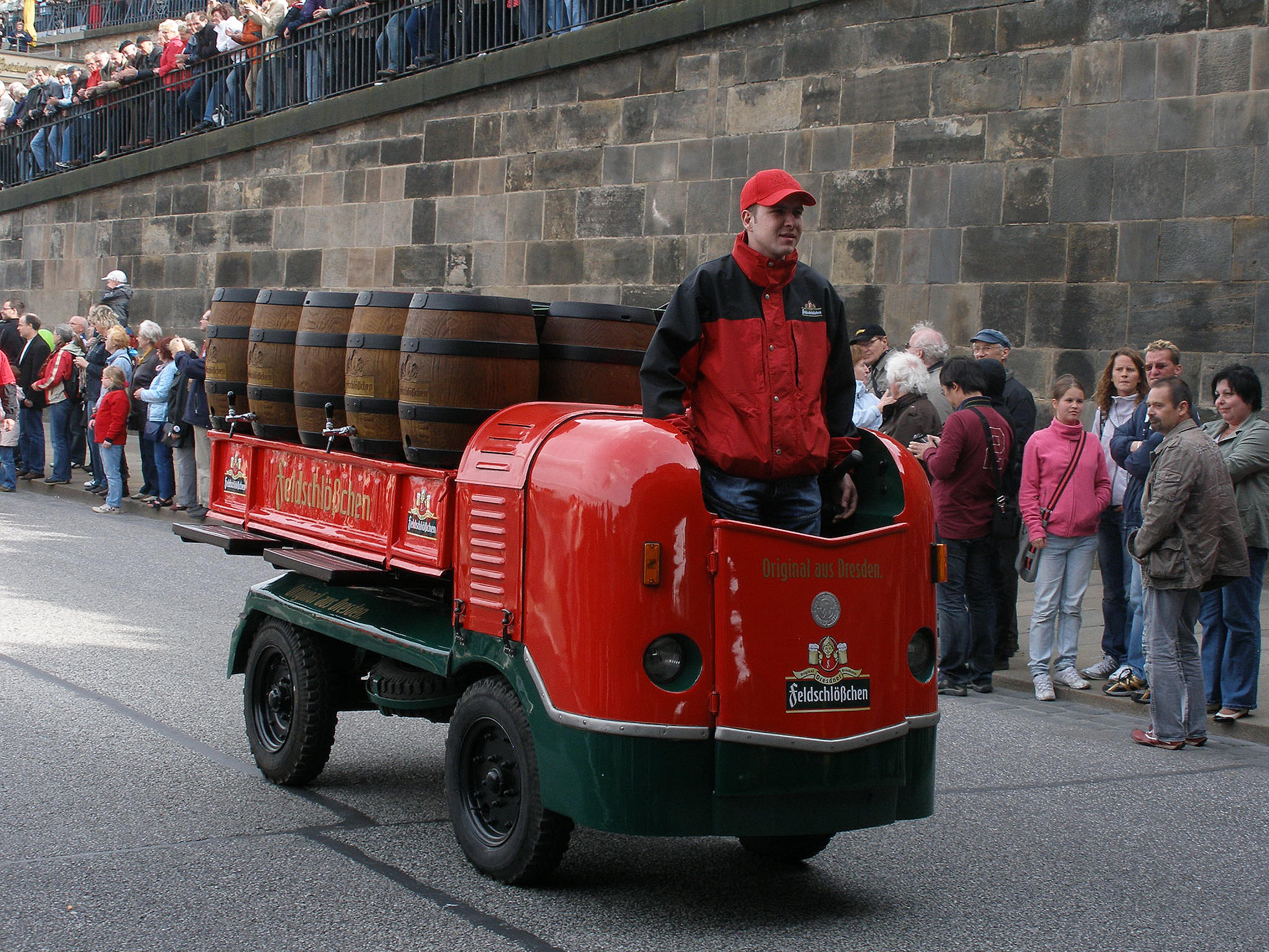
Multicar M21
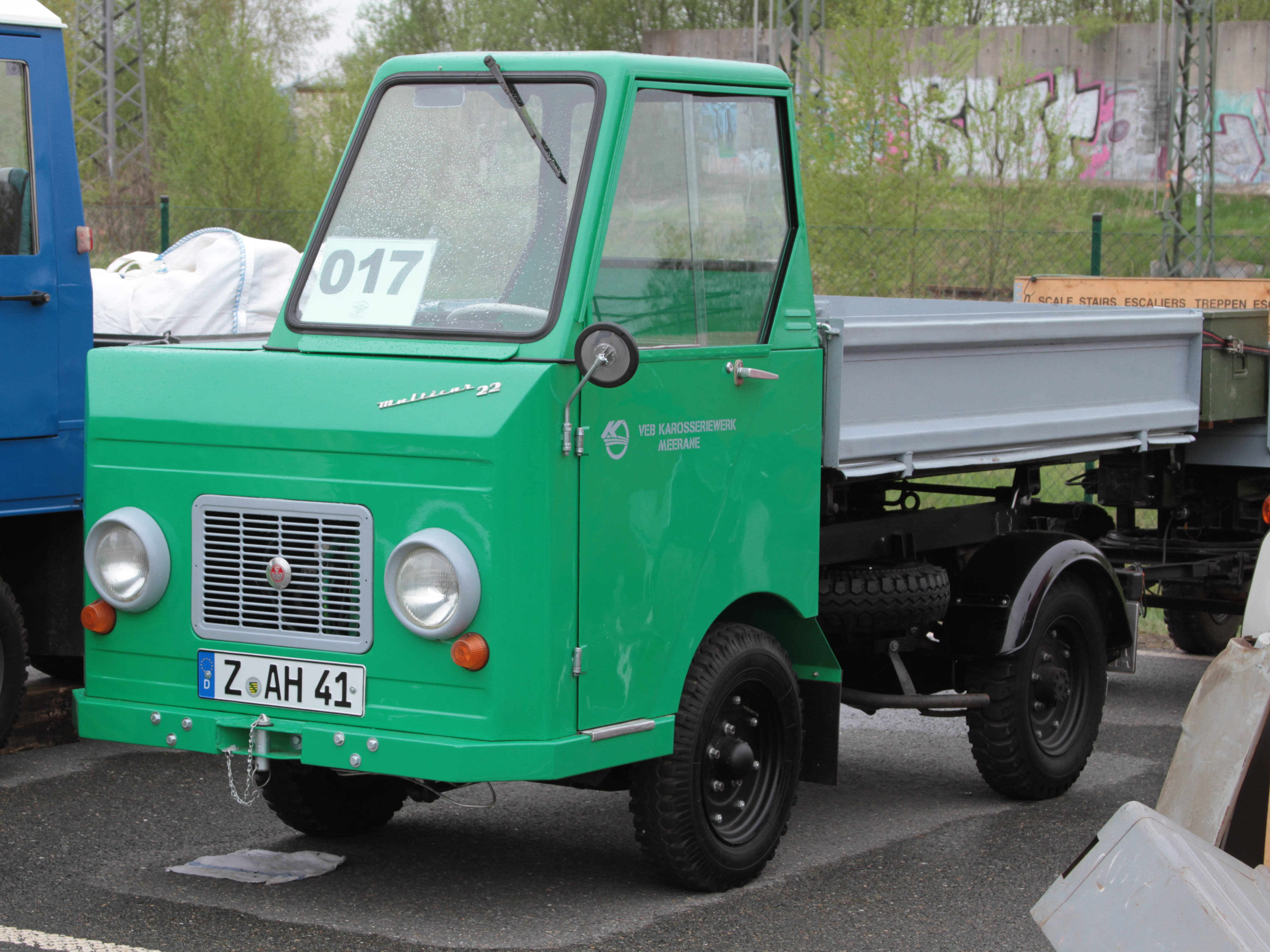
Multicar M22

1959-ben döntöttek arról, hogy új márkanévvel, Multicar néven fogják a későbbi típusokat gyártani. Első modellként pedig a DK-4-et keresztelték át Multicar M21-re, amiből a „2”-es a két tonna teherbírásra, az „1”-es pedig az első generációra utalt. A kis járműre Nyugat-Európából is özönlöttek a megrendelések, miközben a variációk száma is bővült. 1964-re érkezett el az idő a típusváltásra, ekkor jelent meg az M22, az első Multicar, ami már rendes teherautó benyomását keltette, mert itt jelent meg a rendes zárt fülke, amiben a vezető is már ülve foglalhatott helyet kormánykerékkel vezetve, igaz ugyanúgy csak egyedül, mert a fülke csak a kocsi bal oldalára került, viszont a kialakításával már a közutakon is tudott boldogulni. Ehhez a típushoz egy új, „V2-es” kéthengeres, 800 köbcentis, 13 lóerős, léghűtéses dízelmotort fejlesztettek, amivel már 23 km/h-ra is képes volt, a motor később 15 lóerőt is tudott. Az M22 minden addiginál gazdagabb felépítmény-kínálatot hozott magával (platós, tartályos, szórós, létrás stb.), ezáltal egyre több terület karbantartói, illetve kiszolgálói járműveként lehetett használni, ez pedig a gyártócég kapacitását is meglódította. 
1969-ben prototípusként gyártották le az M23-as modellt, amihez már kétszemélyes fülkét terveztek, de ezt akkor pénzügyi okok miatt nem küldték sorozatgyártásba, a külső viszont az 1974-ben bemutatott újabb szériatípuson, az M24-en egyértelműen visszaköszönt, ami műszakilag is sokat fejlődött, viszont megjelenésekor az M22-eshez hasonlóan csak egyszemélyes fülkével rendelkezett, noha a piaci igények ekkor már a rendes kétszemélyes fülkét preferálták. A meghajtást egy új 45 lóerős, soros négyhengeres, immár vízhűtéses dízelmotor végezte, a hasznos terhelés 2,5 tonnára, a végsebesség pedig 50 km/h-ra nőtt. A fülkét a szerviz megkönnyítése céljából előre lehetett billenteni. A Multicar be akarta vezetni a kétszemélyes fülkét is, de csak a következő szériánál, viszont a piaci nyomás miatt végül az M24-es utolsó gyártási évében, 1977-ben megjelent az M24 kétszemélyes változata is M24-0 jelzéssel. 

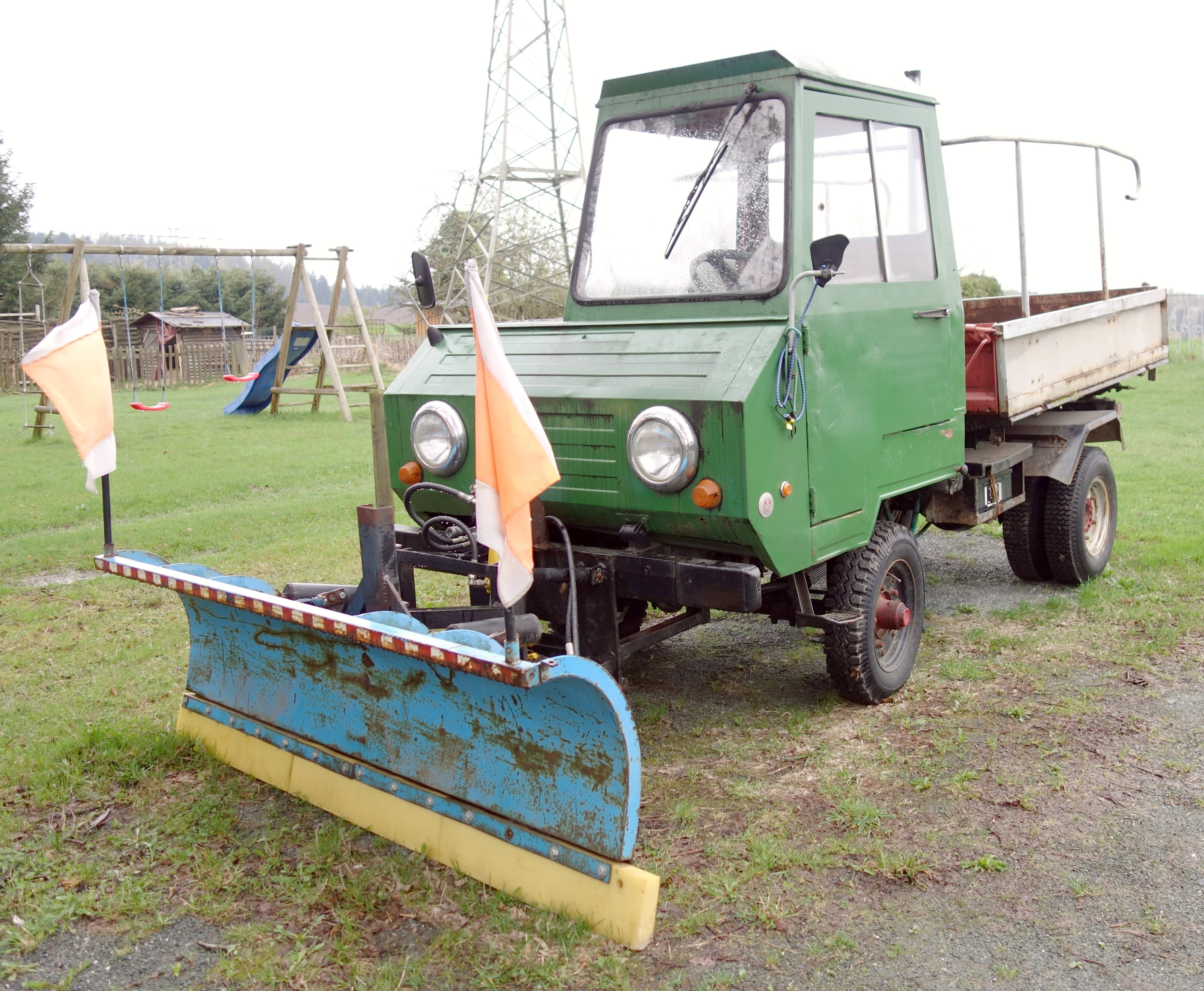
Multicar M24
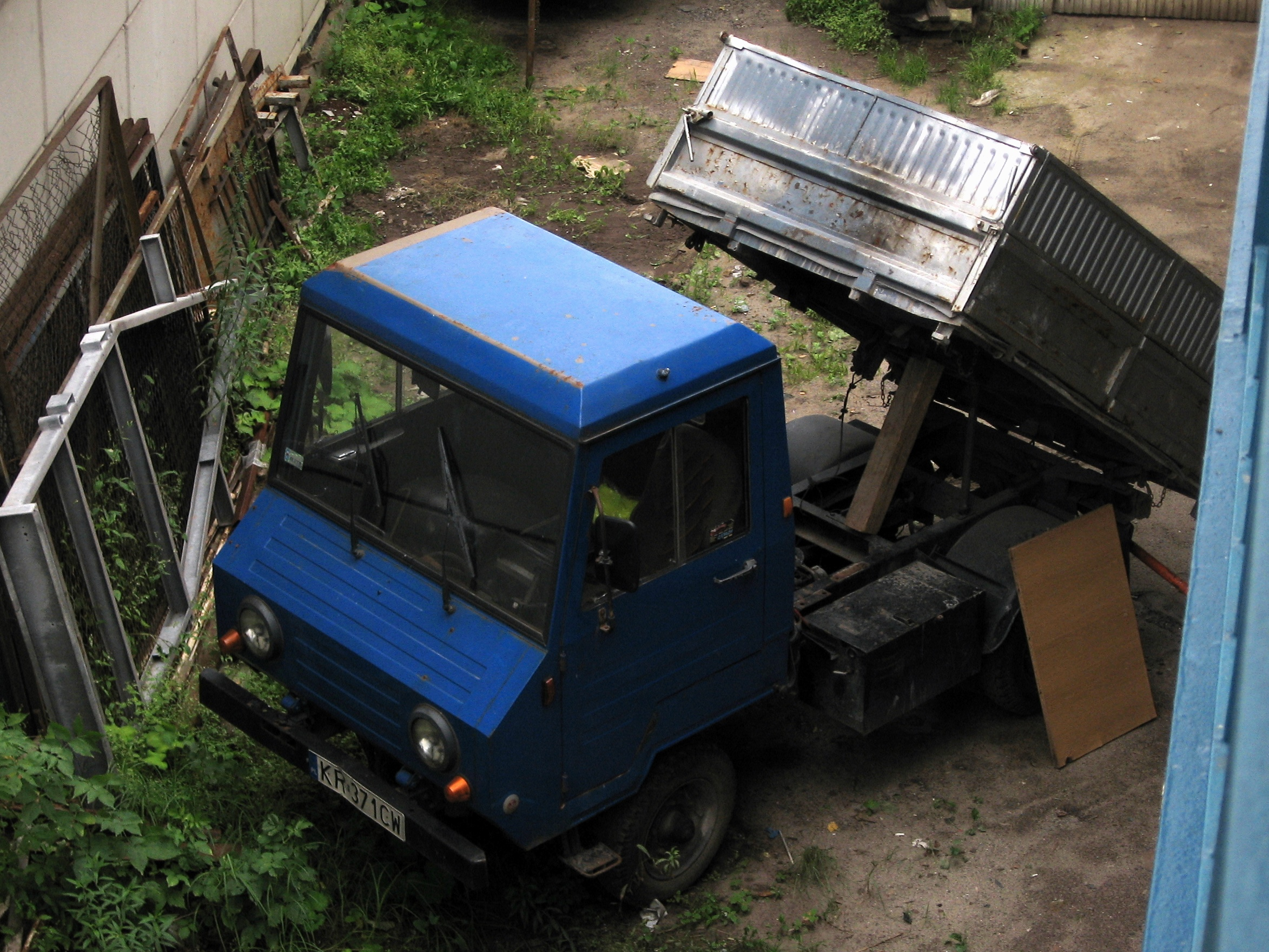
Multicar M24-0
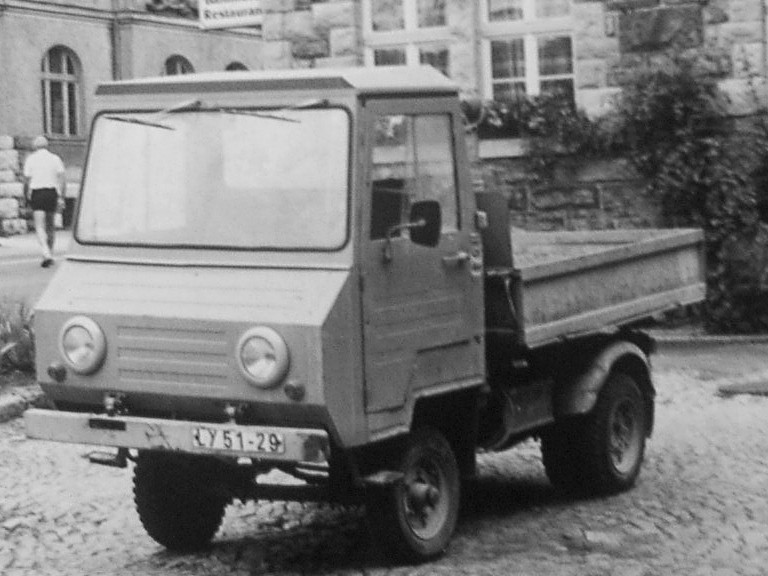
Egy évig volt csak gyártásban a kétszemélyes M24-0

1978-ban jelent meg a következő és talán legismertebb Multicar, az M25, ennek oka, hogy ezt a típust gyártották a legtovább és a legnagyobb példányszámban egészen 1991-ig. A megjelenése nagyrészt az M24-0-n alapult, ahhoz képest viszont nagyobb, döntött szélvédőt kapott, és a fülke is valamivel komfortosabb lett, miközben bent más NDK járművek műszerei és kezelőszervei köszöntek vissza. Motorikusan kezdetben nem változott, az M24 motorját kapta az M25 is. A hosszú gyártási idő miatt is itt jelent meg számos új változat, készült hosszabb alvázzal M25L névvel és 1982-ben összkerékhajtású változat is megjelent M25A jelzéssel, ezen kívül kisebb pótkocsik vontatására is alkalmassá tették. Az összkerekes verzióhoz idővel új motor és hajtáslánc készült, ez lett az M25.1A, majd a hosszabb M25L is opciós összkerékhajtást kapott, így ennek M25.1AL lett a jelzése. Ezzel a típussal ért a gyártó az NDK összeomlásához is, amit sikeresen túlélt. Az M25-öt műszakilag praktikusan át kellett tervezni, mert a rendszerváltással a korábbi NDK beszállítók is megszűntek, az elavult motort ekkor cserélték Volkswagen-erőforrásra, amitől az ilyen típus M25/91 lett. A kocsi ára innentől drágább lett, viszont korszerűbb is, ezzel pedig a megrendelések sem apadtak. A típushoz való eszközöket is ezentúl nyugati cégek biztosították.

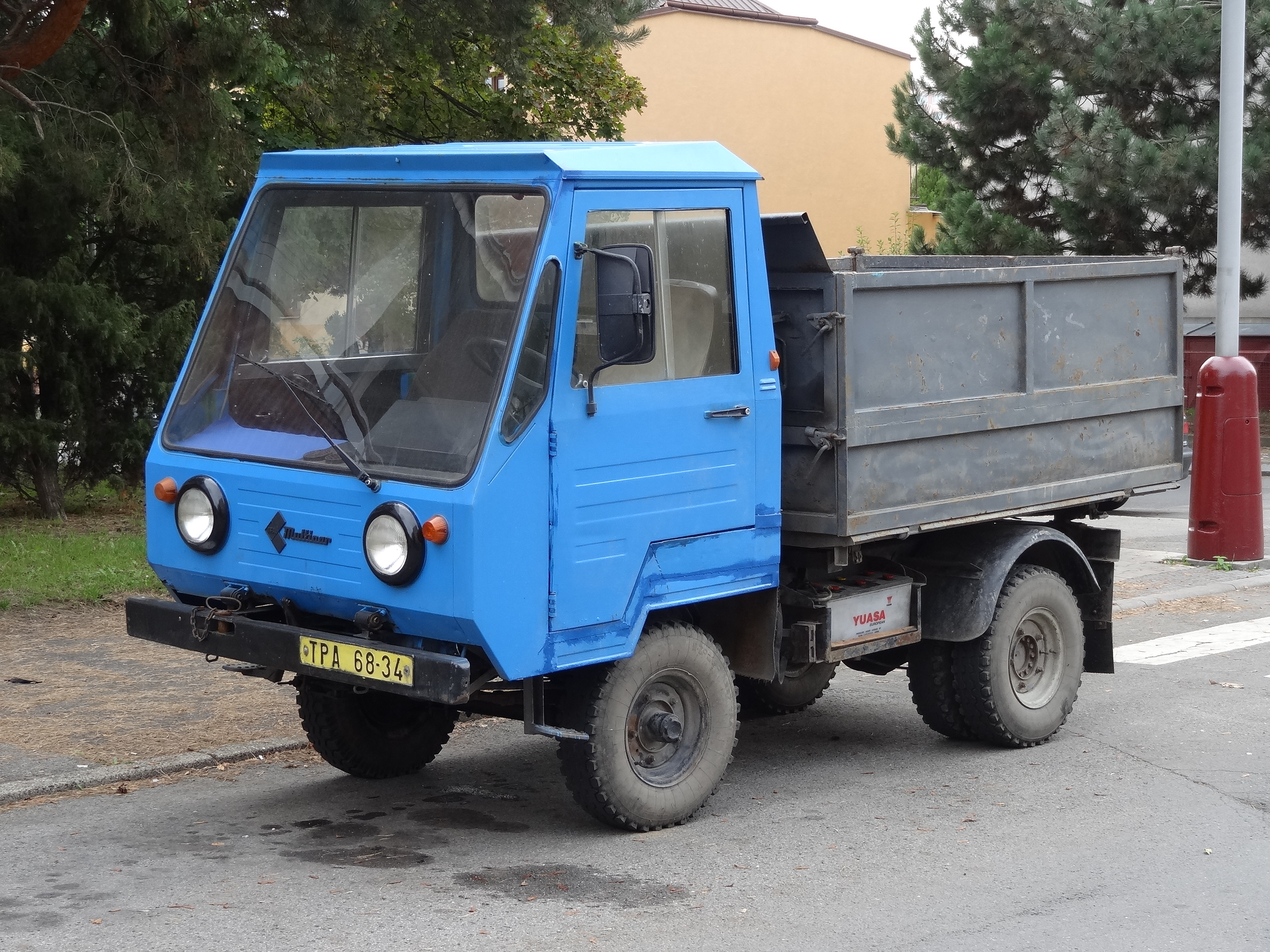
Multicar M25
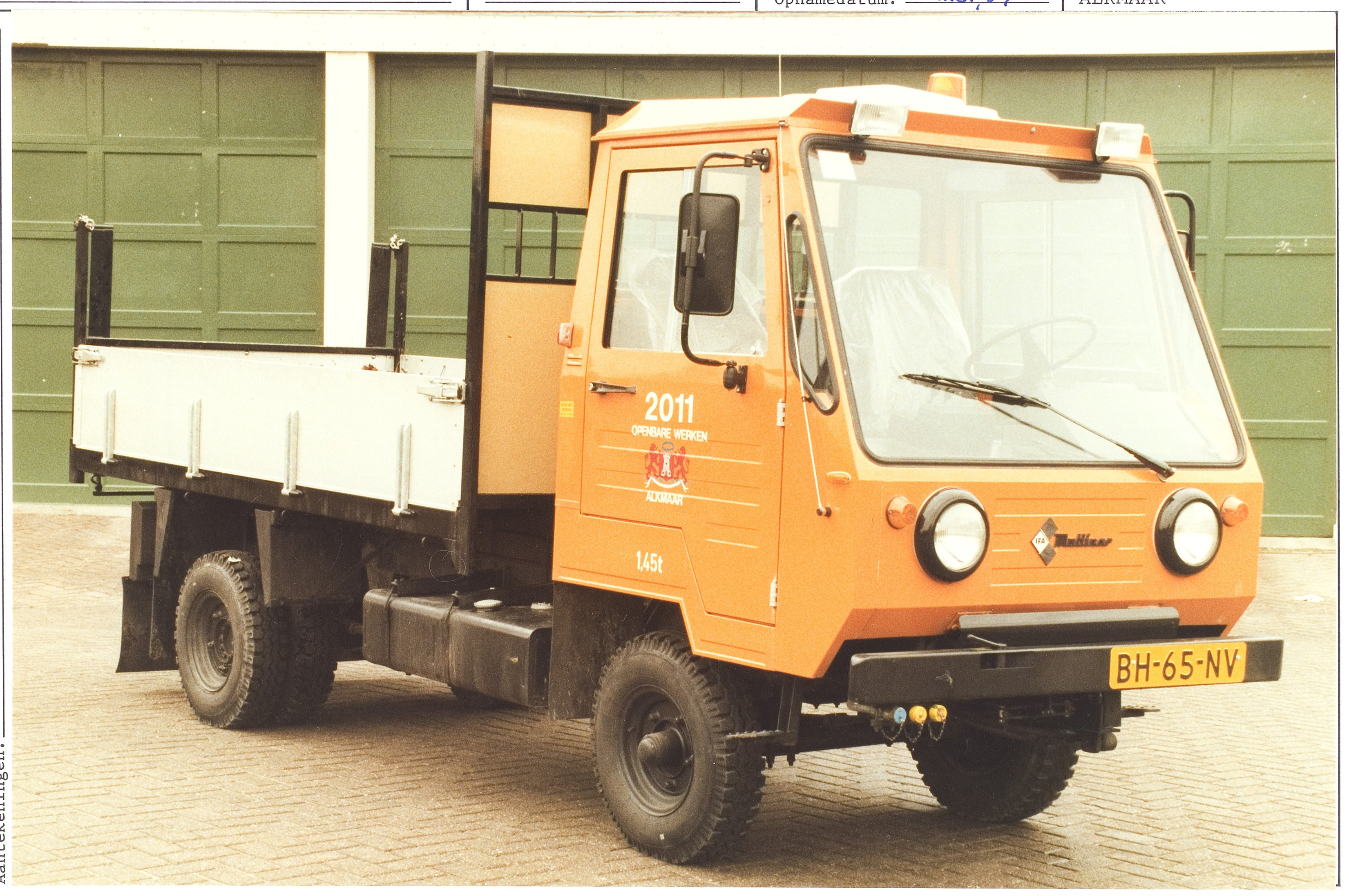
Multicar M25L
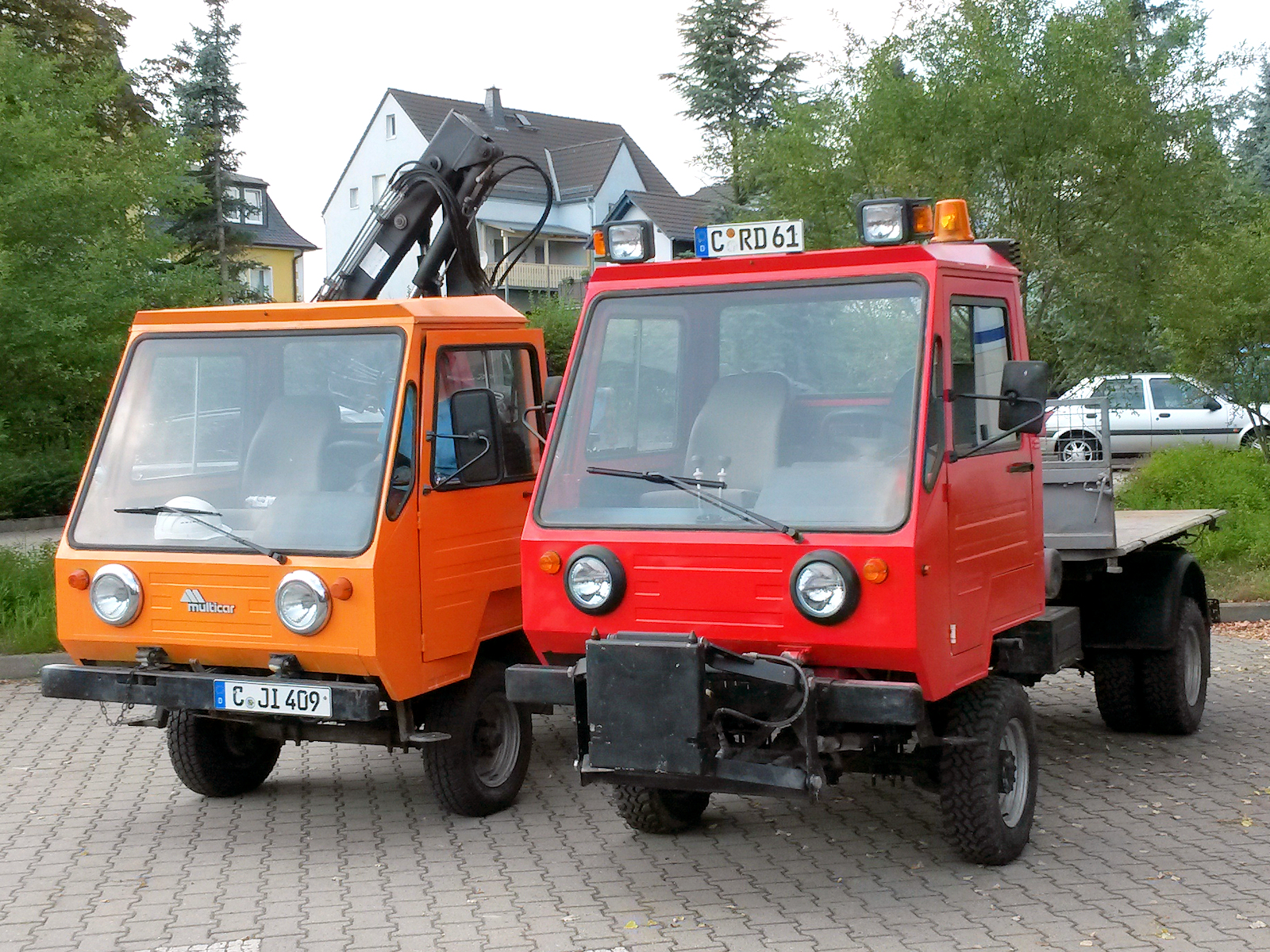
Multicar M25 és M25A
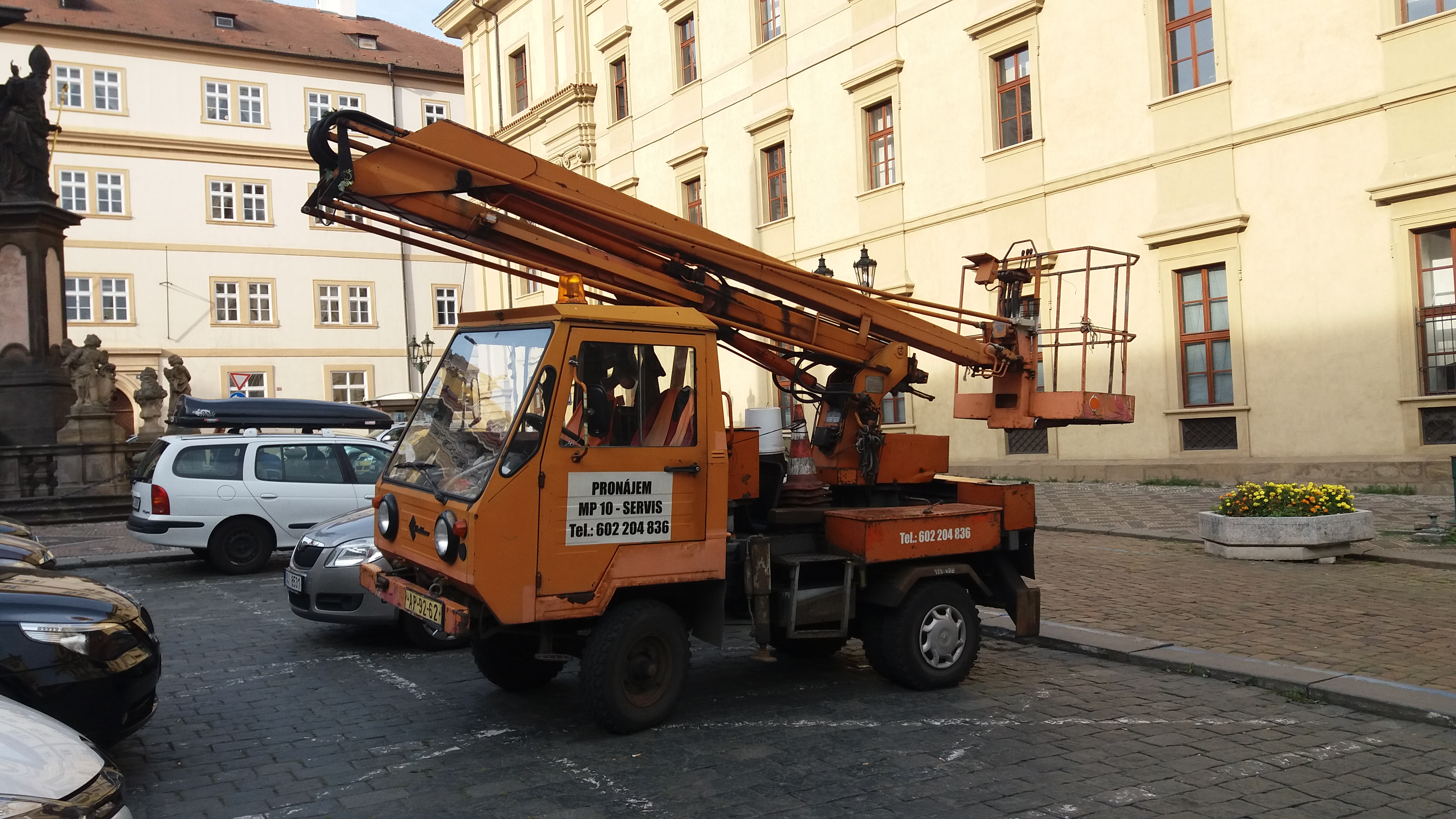
Multicar M25 kosaras gémmel
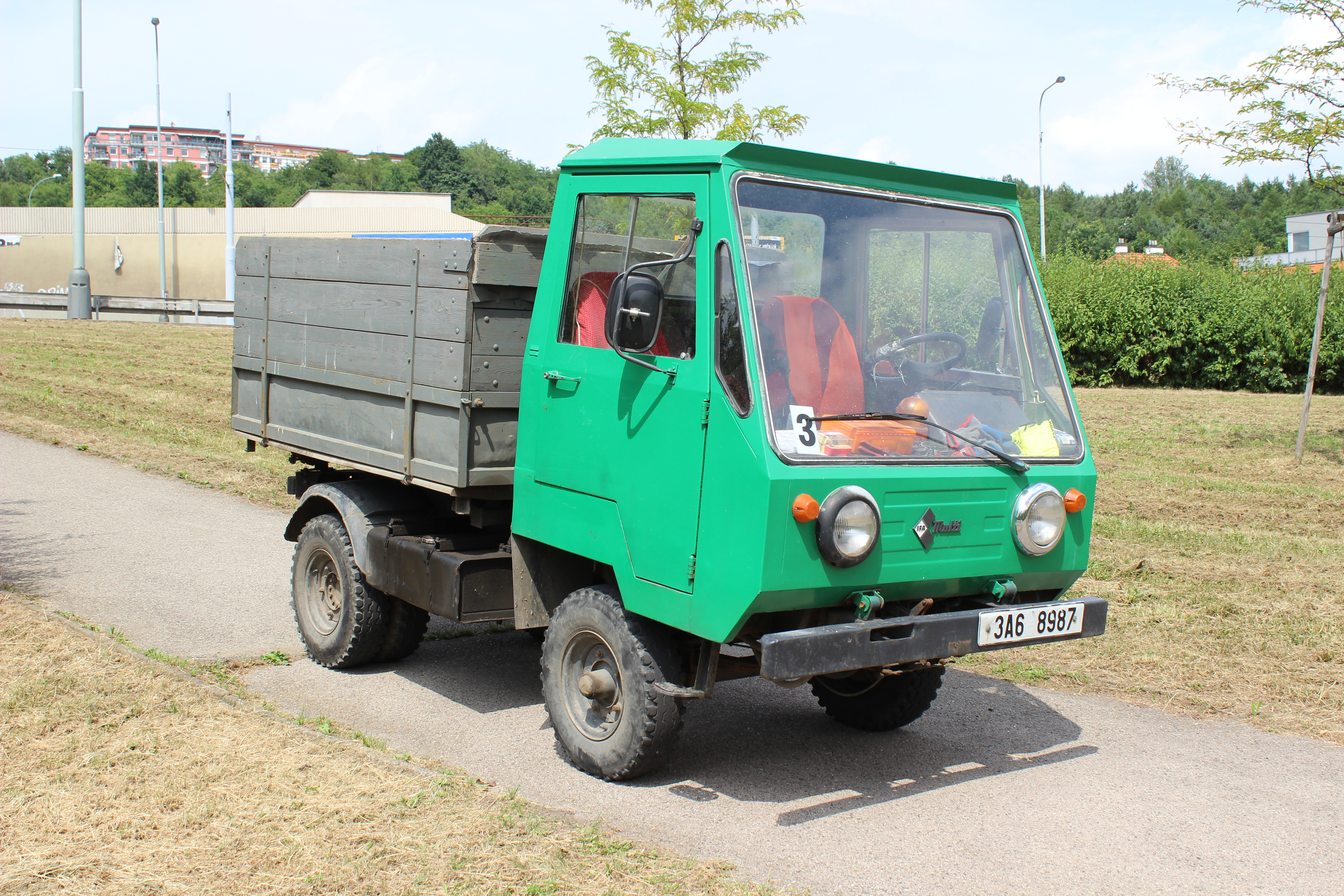
A Multicarok főleg zöld, kék, piros és narancssárga színekben fordulnak elő
Multicar M25 bélyegen

1992-ben jelent meg az M26, a Multicar ezen típusa külsőleg szinte azonos volt az M25-tel, de műszakilag már egy sokkal fejlettebb gépjármű volt, külsőleg a homlokfal frissült leginkább. Új háromliteres, négyhengeres, 84, majd később 100 lóerős Volkswagen és IVECO dízelmotor hajtotta, amivel már a 90 km/h sem kottyant meg neki. Az M26, mint konstrukció számos műszaki és motorikus fejlesztéssel (M26.1, M26.2, M26.4, M26.5, M26.7) egészen 2010-ig gyártásban maradt. Létezett duplafülkés és háromtengelyes változata is. 1998-ban az új tulajdonos, a Hako-Werke korábbi típusa, a Tremo is megjelent Multicar név alatt, majd 2001-ben egy teljesen új fejlesztésű, kiegészítő típus, az M30 FuMo is megjelent (az elnevezés a funkcionalitás és mobilitás rövidítése), ebből is létezik duplafülkés és háromtengelyes kivitel. 2005-től katonai célokra jelent meg az ESK Mungo, mely az M30 FuMo páncélozott kivitele.
A Tremo és FuMo mellett 2011-től újabb típusok jelentek meg az M26 után, először az M27, mely kiviteltől függően B, C és T típusjelzéssel rendelkezik, illetve az M27compact; az M27 lényegében a FuMo külsejével rendelkezik, majd 2013-tól kerül gyártásban az M31, az M27 áttervezett külsejével, mellette 2016-tól M29 névvel a Tremo továbbfejlesztett változata is megjelenik.

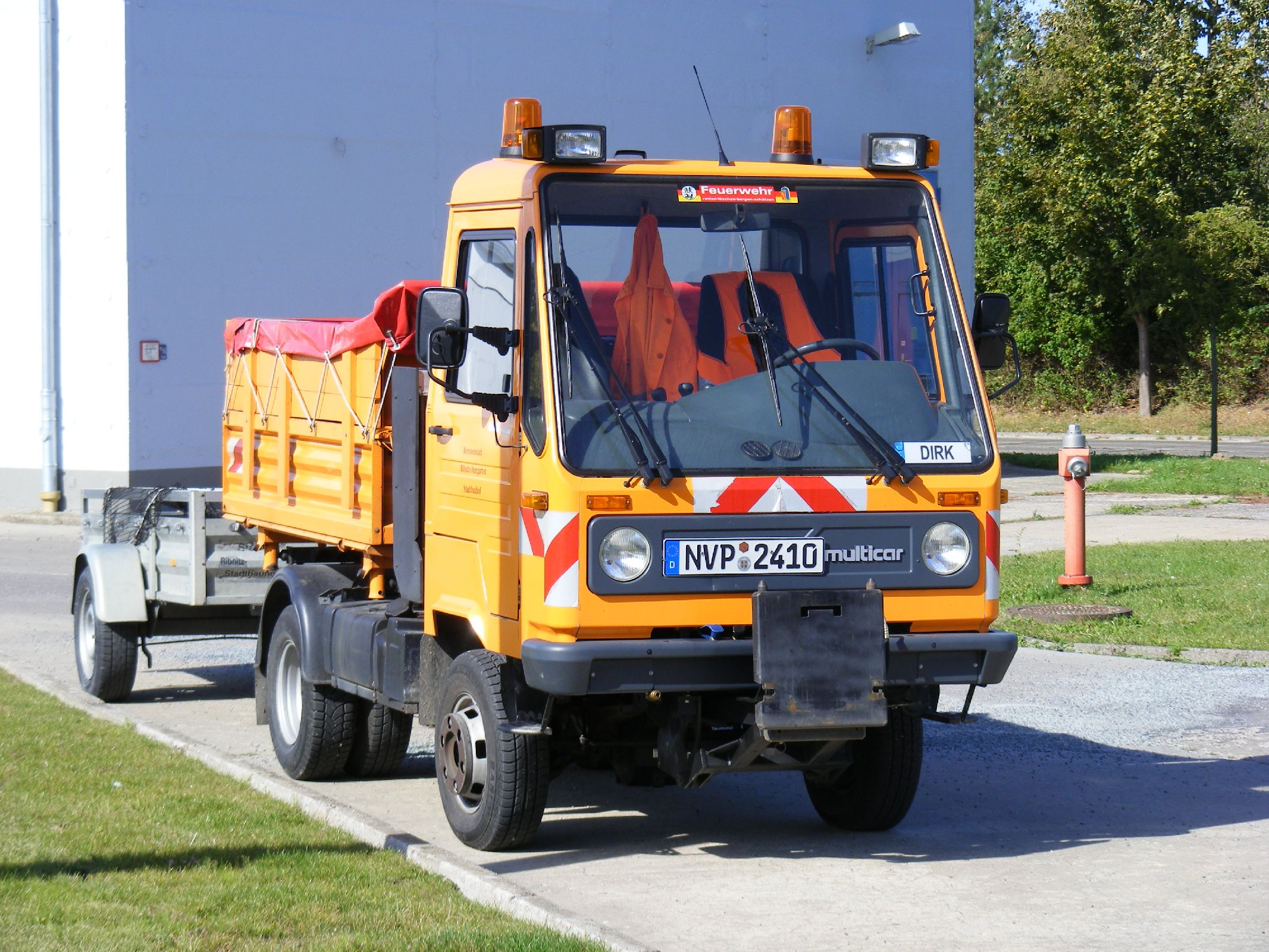
Multicar M26
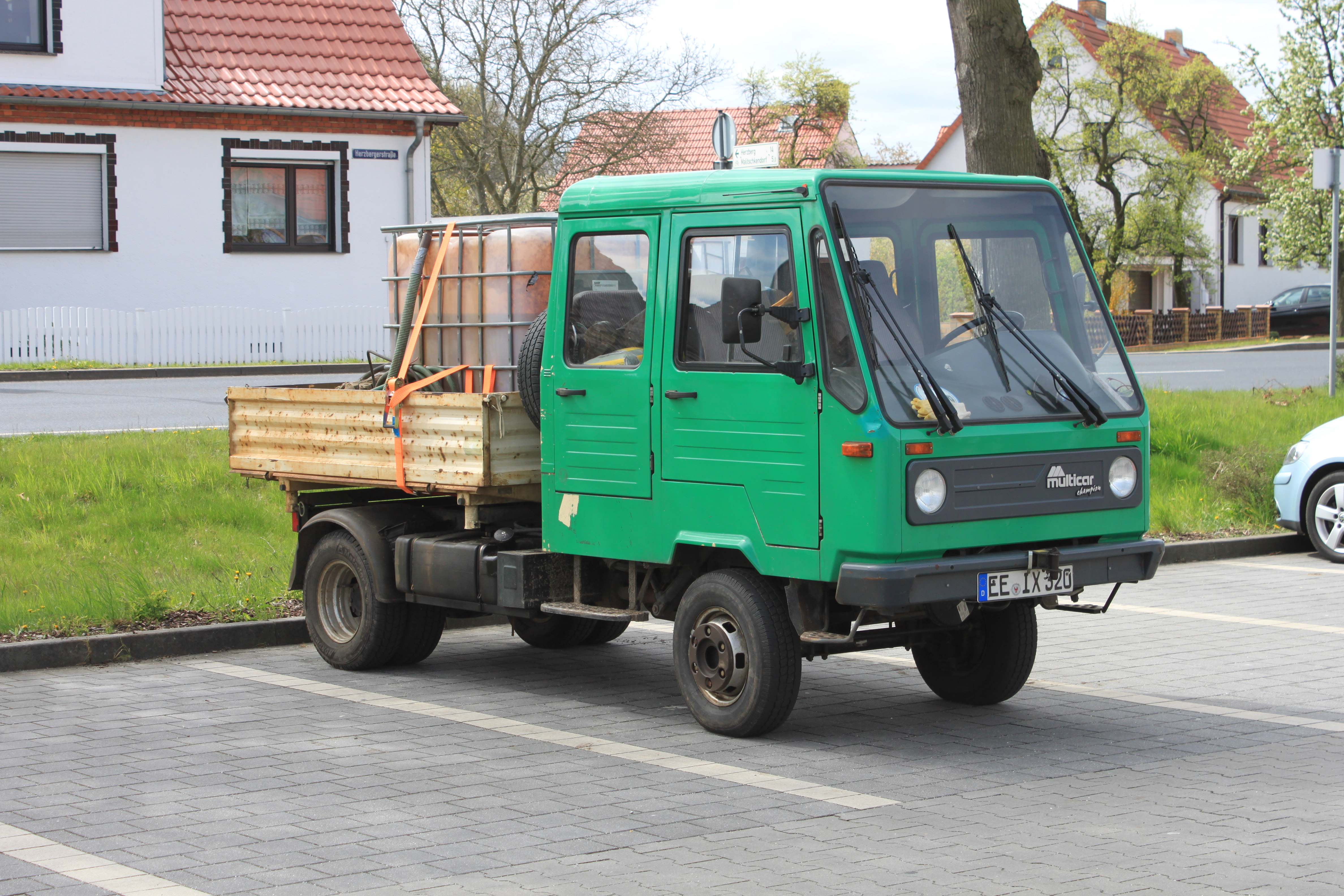
Multicar M26 duplafülkével
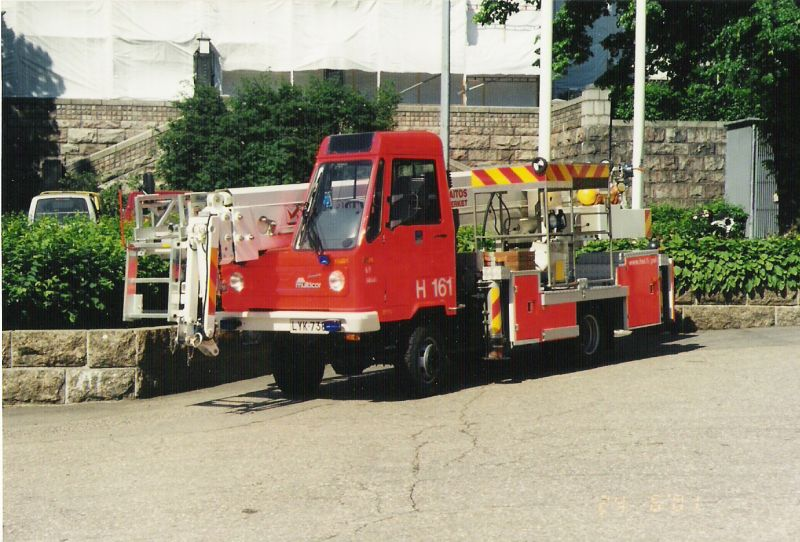
A régebbi idők Multicarjait idézi ez a csonkolt fülkés M26, amit a kosaras felépítménye miatt változtattak egyszemélyessé
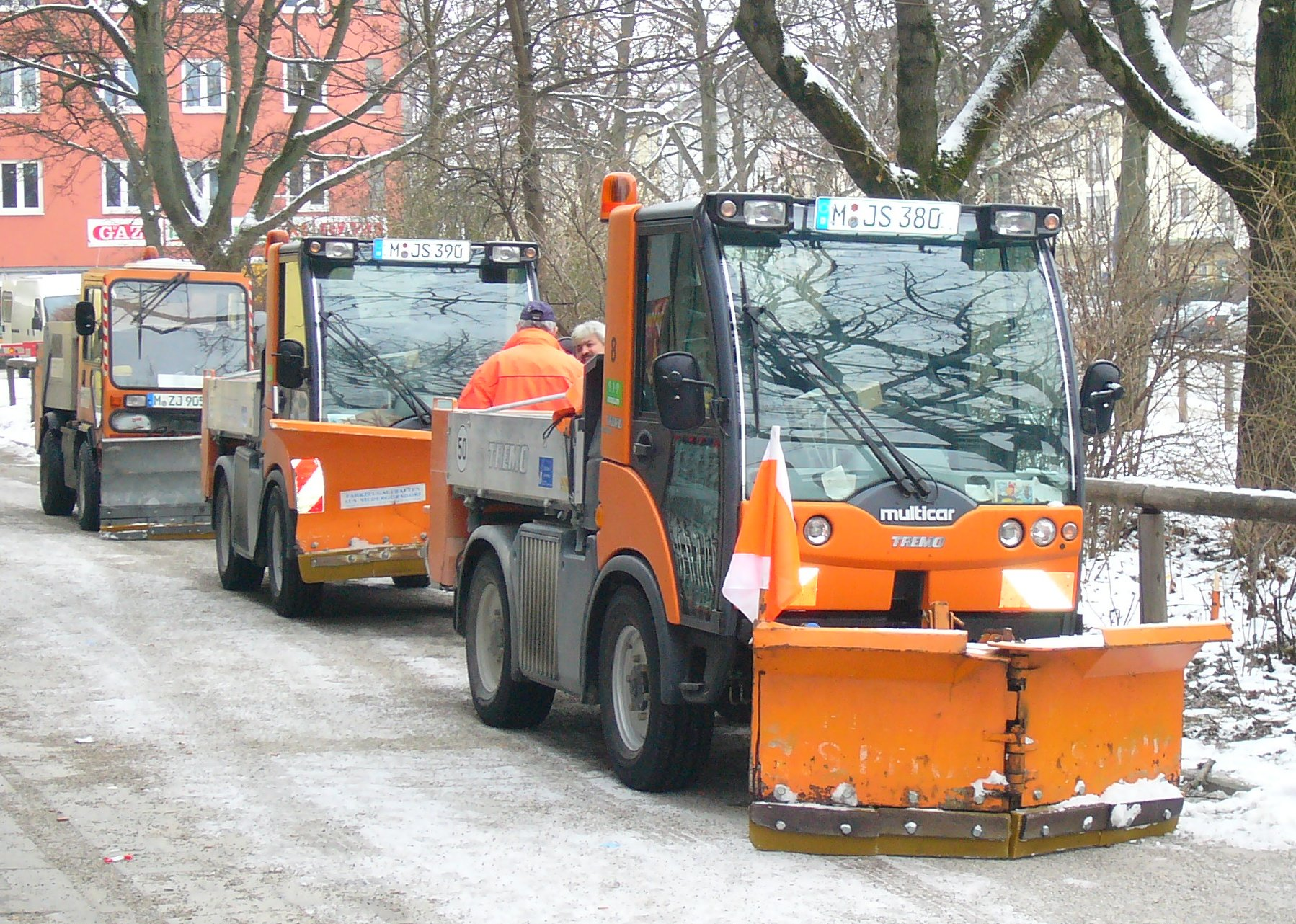
Multicar Tremo
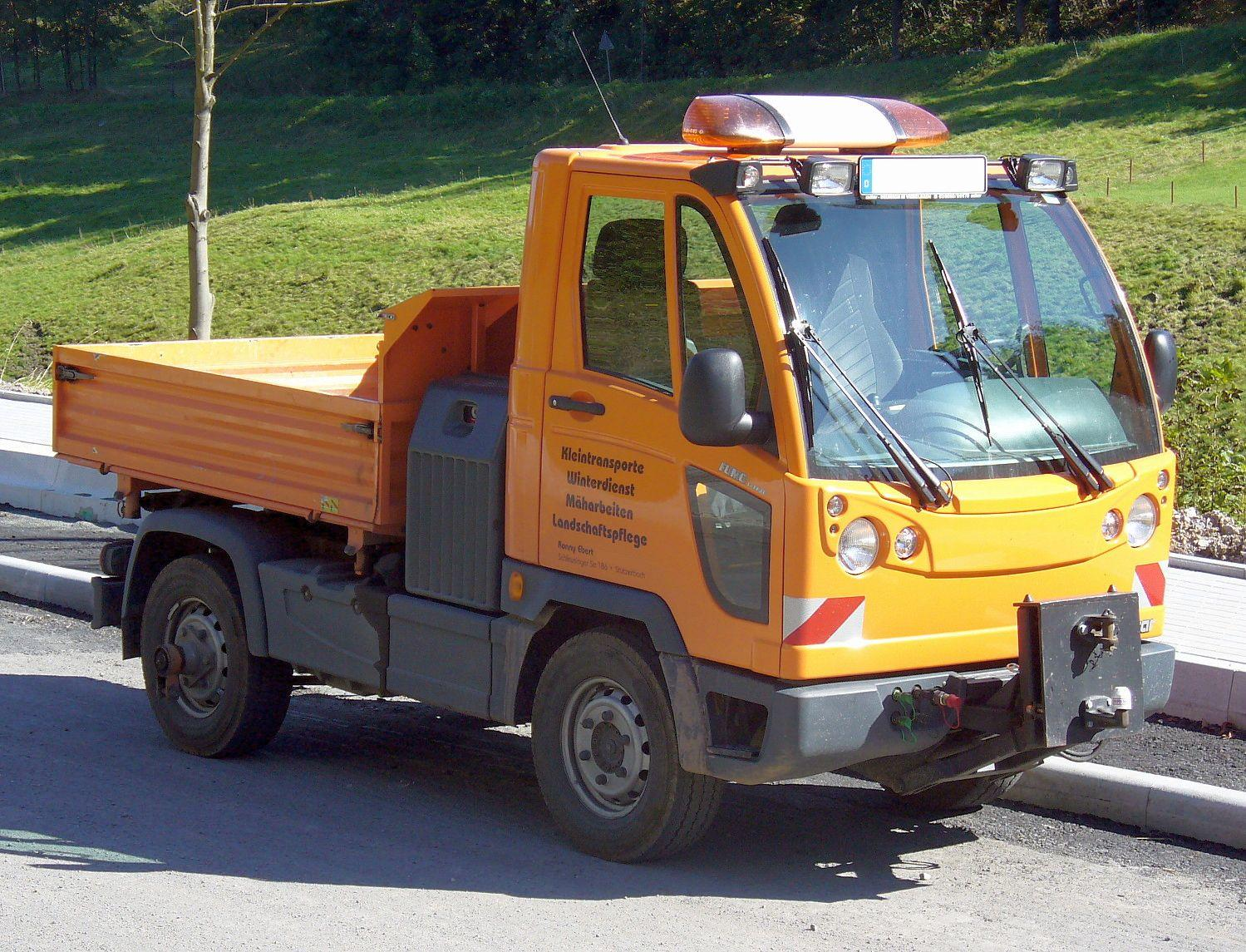
Multicar FuMo
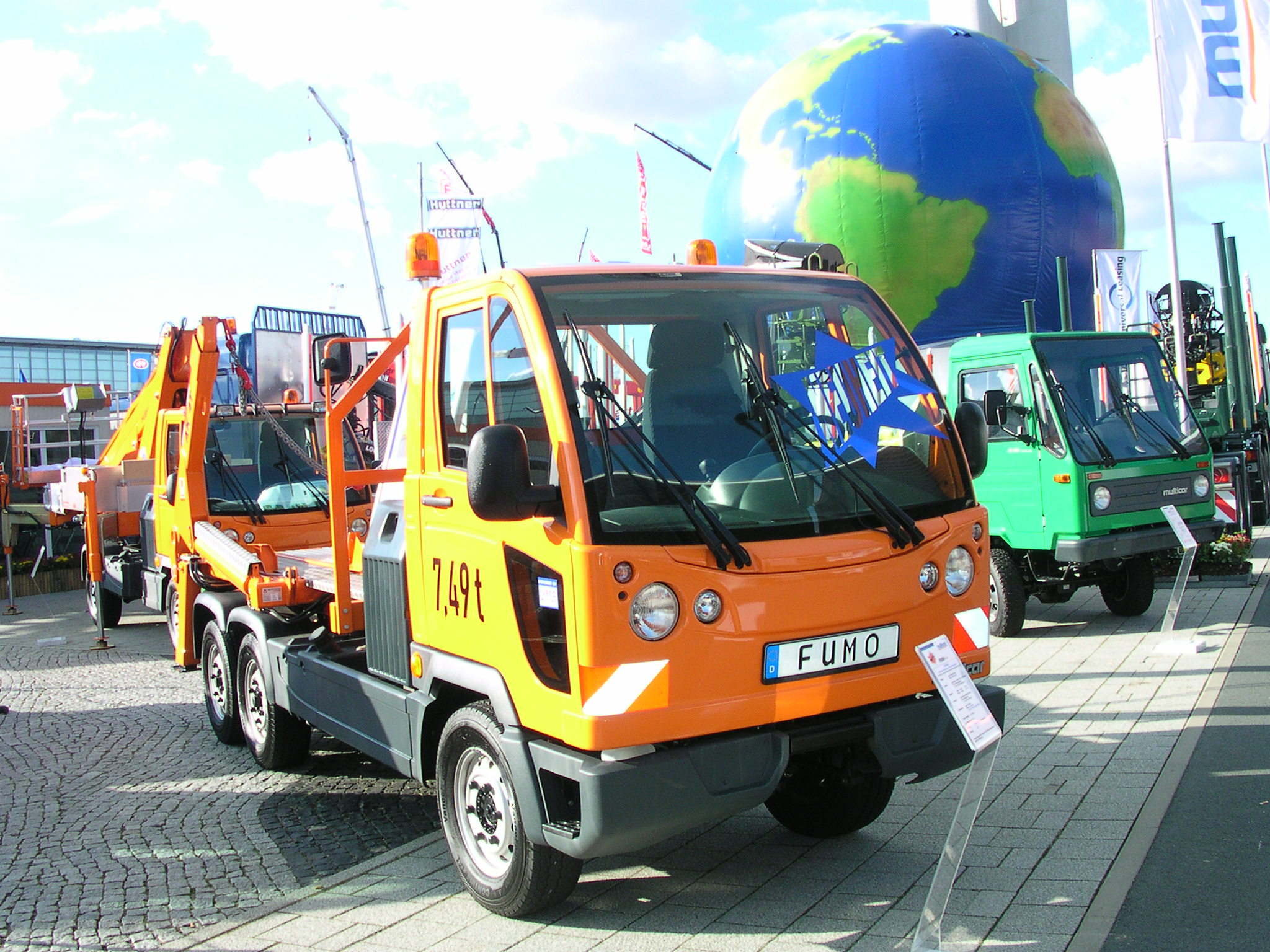
FuMo három tengellyel
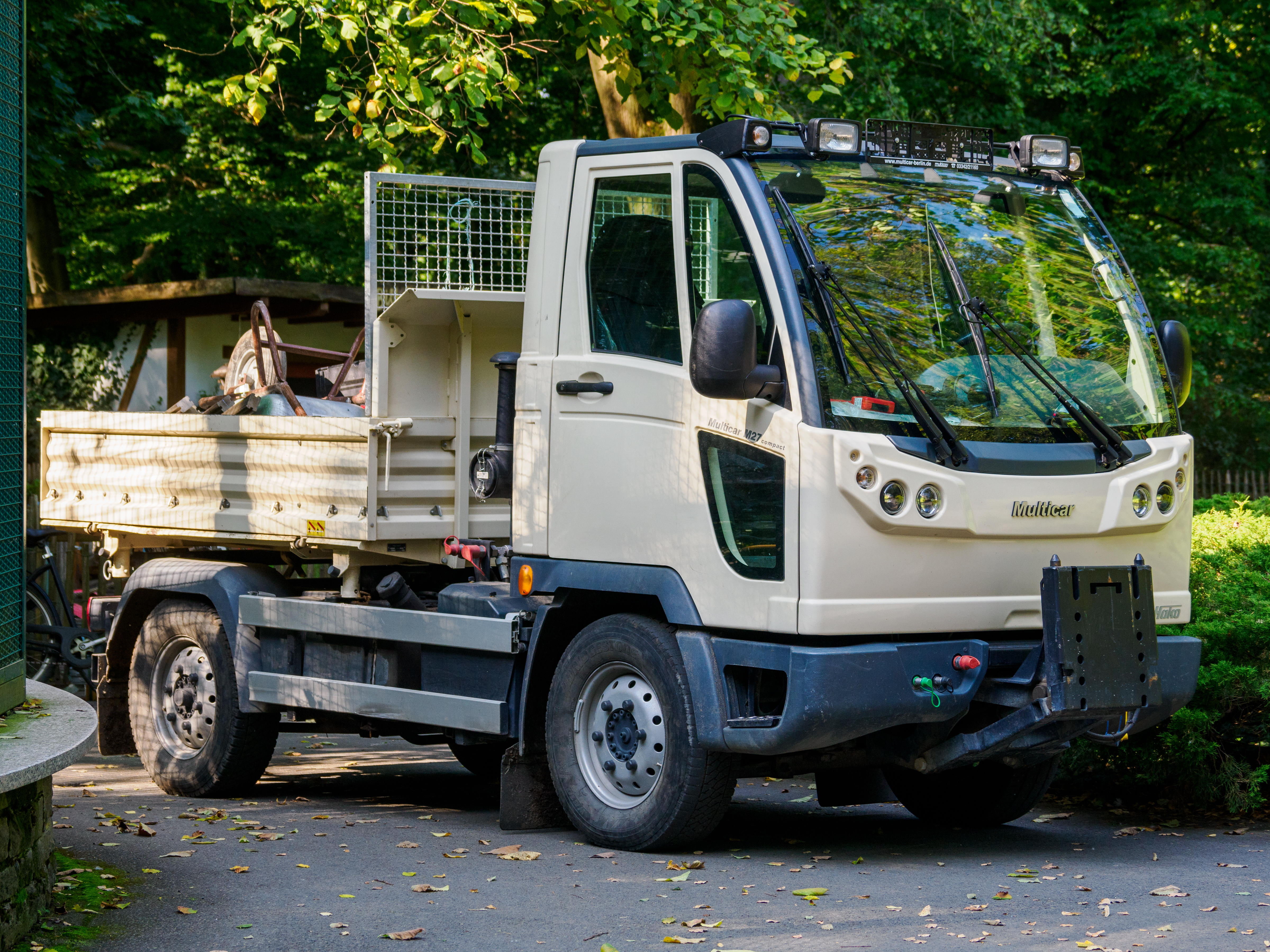
Multicar M27
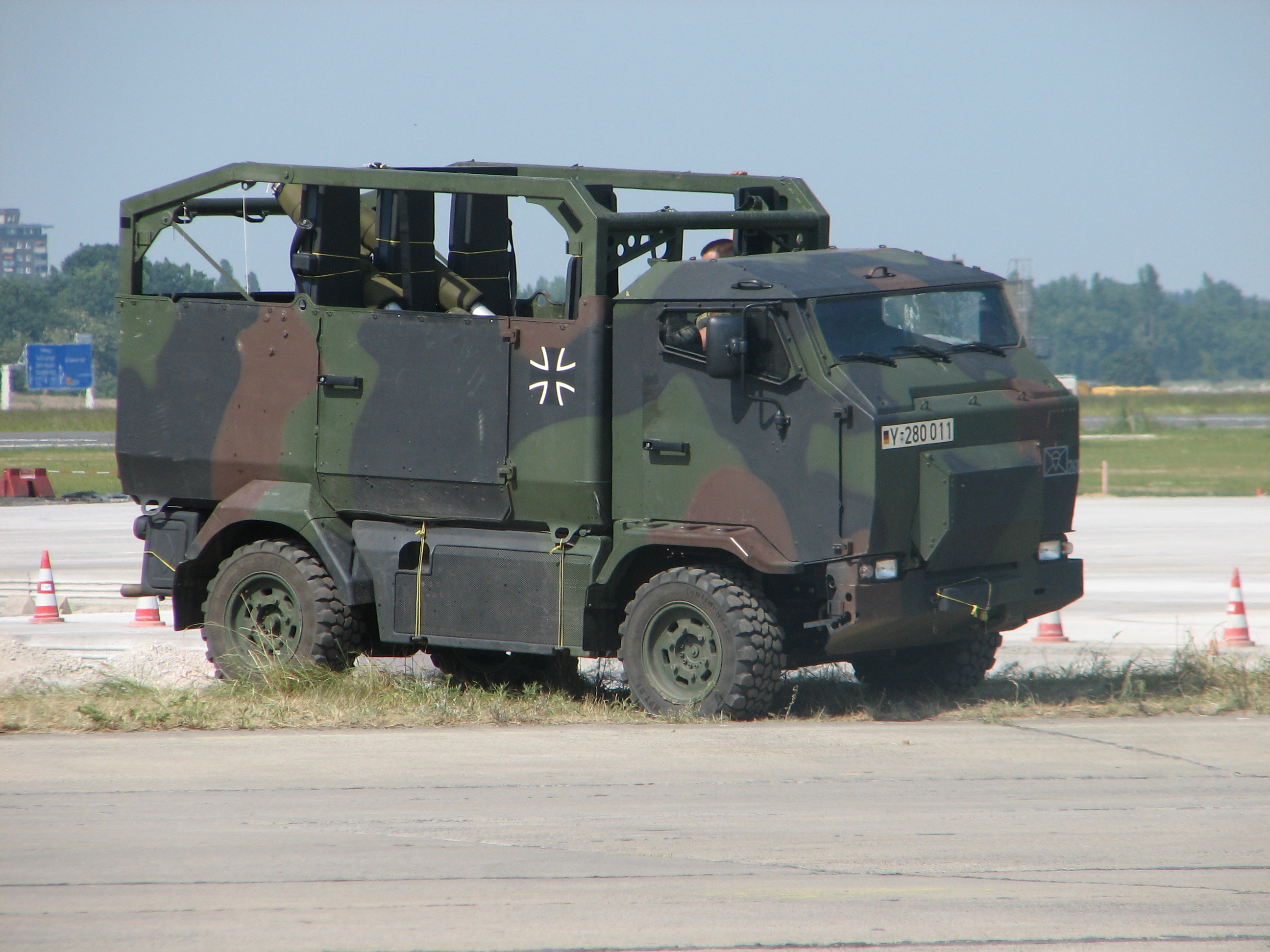
ESK Mungo
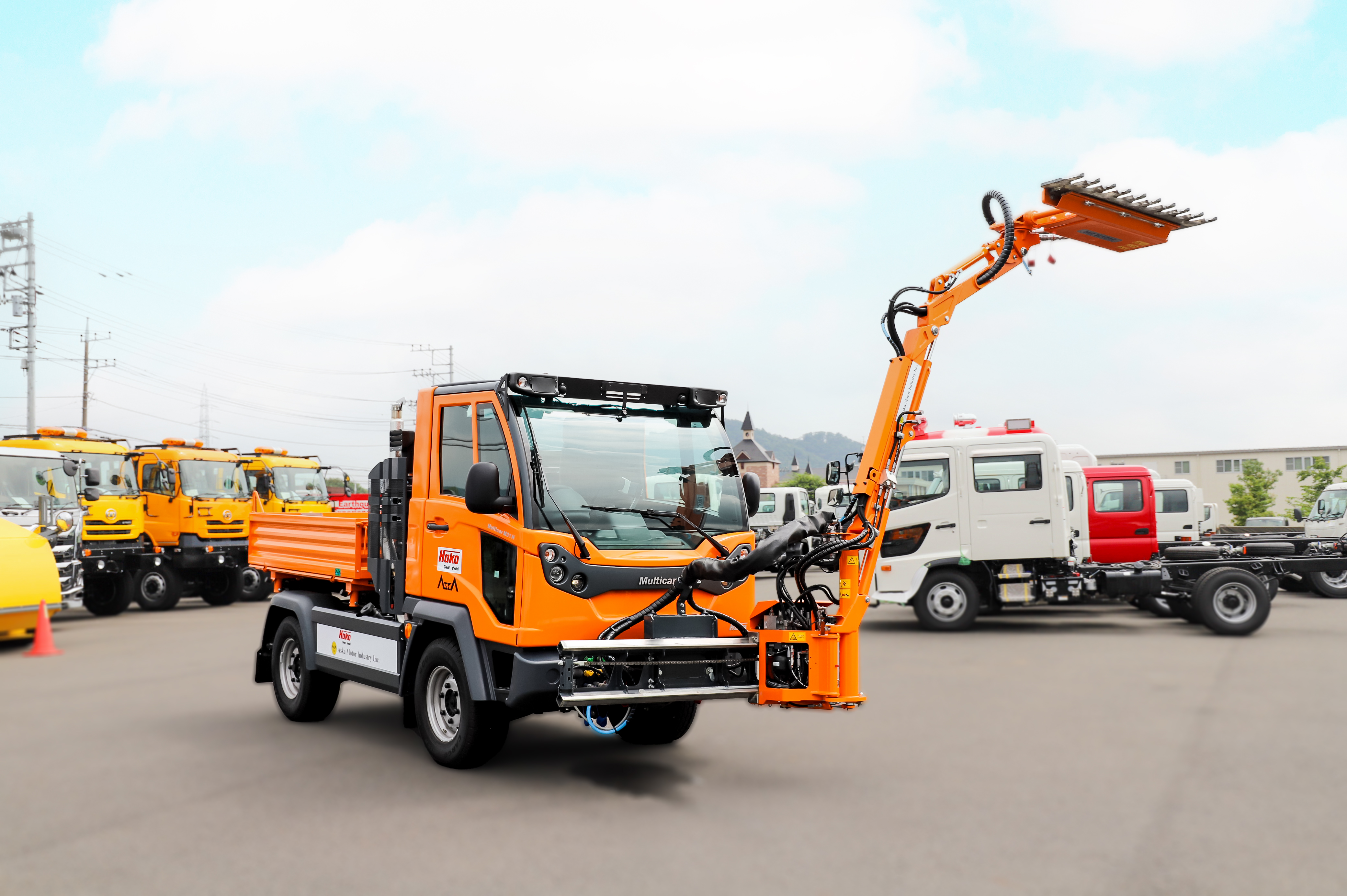
Multicar M31